# Northamptonshire
Northamptonshire este un comitat în centrul Angliei.

## Orașe
- Brackley
- Burton Latimer
- Corby
- Daventry
- Desborough
- Higham Ferrers
- Irthlingborough
- Kettering
- Northampton
- Oundle
- Raunds
- Rothwell
- Rushden
- Towcester
- Thrapston
- Wellingborough

## Alte localități
- Naseby
- Silverstone

1. ↑   http://ons.maps.arcgis.com/home/item.html?id=a79de233ad254a6d9f76298e666abb2b Lipsește sau este vid: |title= (ajutor)